# Сутгоф, Николай Иванович
Николай Иванович фон Сутгоф (нем. Nikolai Wilhelm Sutthoff; 1765—1836) — российский командир эпохи наполеоновских войн, генерал-майор Русской императорской армии; коменданта Гельсингфорса.

## Биография
Родился 9 (20) декабря 1765 года (по другим сведениям, 22 июля 1766 года) в купеческой семье Выборга; его отец — Ганс Сутгоф.
Поступил на службу в Выборгское губернское правление 20 ноября 1784 года и к моменту увольнения 2 октября 1786 года имел чин коллежского секретаря.
На воинскую службу поступил 18 ноября 1786 года, в 4-й батальон Финляндского егерского корпуса в чине поручика. С этим полком он участвовал в Русско-шведской войне 1788—1790 гг. и за проявленную доблесть был переведён в Гренадерский лейб-гвардии полк. Затем Сутгоф выполнял обязанности киевского плац-майора.

23 апреля 1806 года был произведён в полковники и назначен командиром Воронежского мушкетёрского полка, а 6 января 1808 года был назначен его шефом (с 1808 года полк именовался 37-м егерским). В новой должности сражался в ходе Русско-турецкой войны 1806—1812 гг. и был 25 июля 1810 года награждён орденом Святого Георгия 4-го класса 
в воздаяние отличного мужества и храбрости, оказанных против турок в сражении 10 октября 1809 года при селении Татарицы, где, находясь в центральном каре с вверенным полком, поступал с твердым присутствием духа и ободряя подчиненных, содержал их в совершенном порядке, отражал покушение неприятеля и содействовал к поражению оного, взяв у него знамя.
После вторжения в 1812 году французских войск в пределы Российской империи, Сутгоф со своим полком, который числился в 3-й бригаде 8-й пехотной дивизии и входил в состав 2-го корпуса (генерала Пётра Кирилловича Эссена) Дунайской армии, принимал участие в ряде битв Отечественной войны 1812 года. После изгнания неприятеля из России, Сутгоф принимал участие в заграничном походе русской армии; был ранен в баталии при Бауцене и в битве народов; 2 февраля 1814 года в битве при Монмери генерал Сутгоф был ранен саблей в голову и попал в плен к французам, однако уже через полтора месяца (18 марта) был освобождён и продолжил воевать; 1 июня 1815 года за заслуги перед отечеством был удостоен чина генерал-майора.
После окончания наполеоновских войн Сутгоф был назначен командовать бригадой 13-й пехотной дивизии, а 14 октября 1826 года был назначен на должность коменданта Гельсингфорса; 4 января 1834 года получил почётную отставку с чином действительного статского советника.
Умер в Выборге 1 (13) октября 1836 года и был похоронен в Санкт-Петербурге на Волковом лютеранском кладбище.

## Награды
- орден Св. Анны 2-й ст. с алмазами (1799)
- Орден Св. Георгия 4-й ст. (1810)
- Орден Св. Владимира 3-й ст.
- Золотая шпага «за храбрость»
- Прусский орден Пур ле Мерит

## Семья
Жена: Анастасия Васильевна, урождённая Михайлова.
Сын: Александр (1801—1872) — декабрист;
Дочь: Анна (1800—1886) — жена К. М. Нарышкина, брата декабриста М. М. Нарышкина.